# Diffusor (Fotografie)

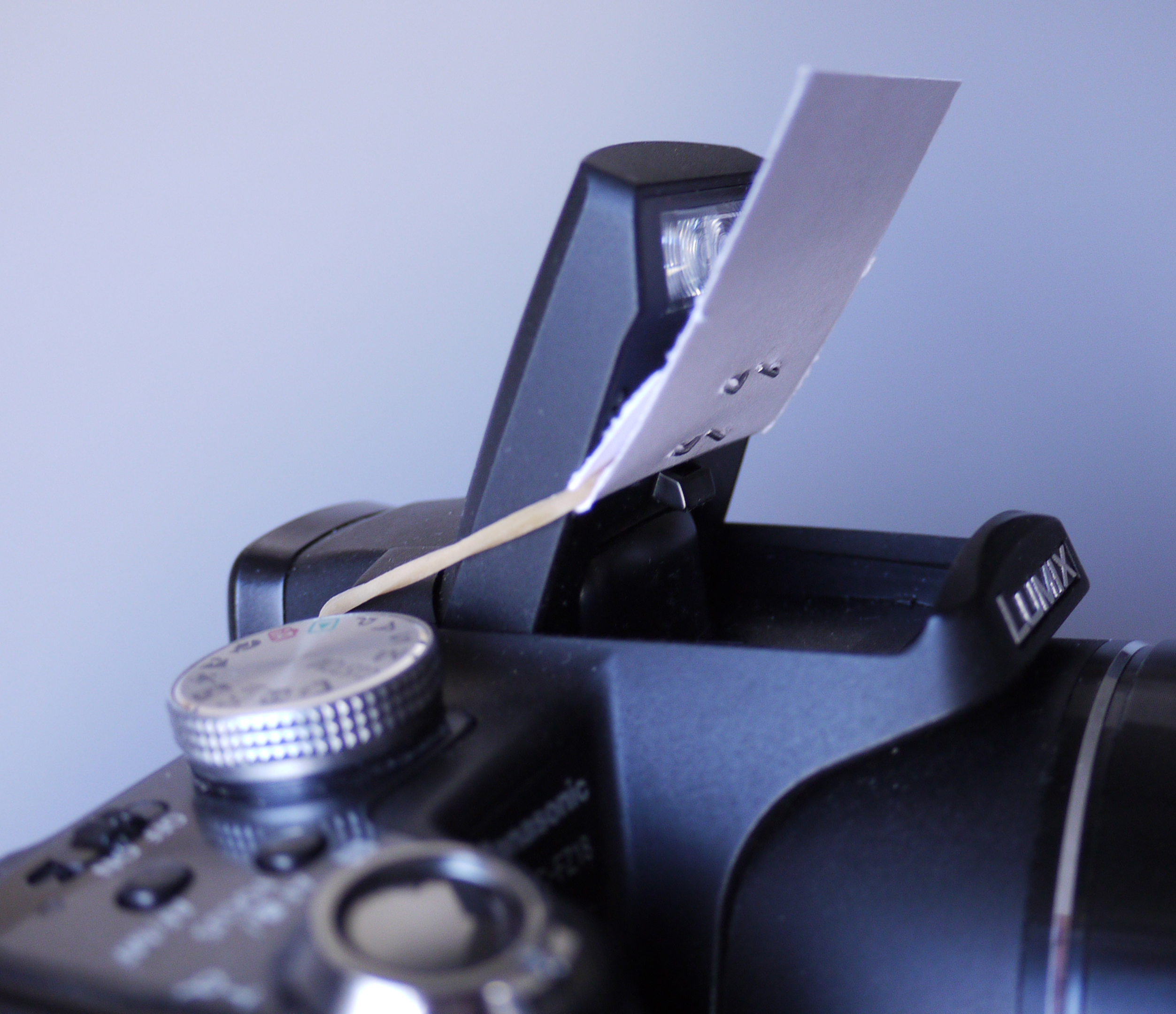
Einfacher Diffusor an einem Kamerablitz, hergestellt aus einem Stück Papier, einem Gummiring und zwei Heftklammern

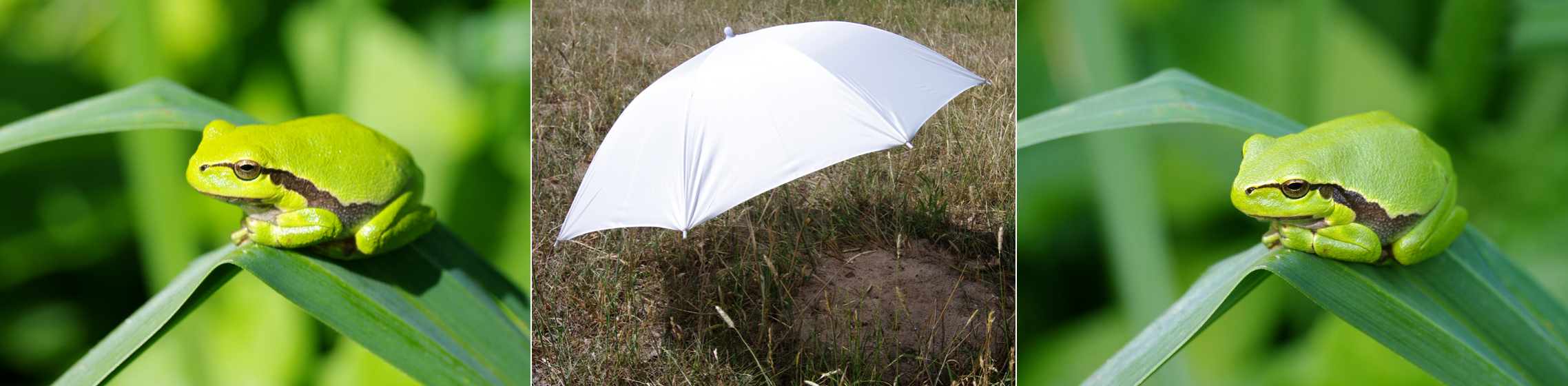
Beispiel der Wirkung eines Diffusors (hier: Studioschirm) in der Nahfotografie (Näheres in der Bildbeschreibung)

In der Fotografie versteht man unter einem Diffusor ein Hilfsmittel, um hartes direktes Licht weicher zu machen und extreme Licht-Schatten-Kontraste sowie störende Reflexe zu reduzieren. Ein Diffusor für ein Blitzgerät („Scrim“) bewirkt, dass das Blitzlicht gestreut wird (vergleiche: Blitzmethoden).
Diffusoren aus weißem, halb-lichtdurchlässigem Material befinden sich vor jeder Lichtwanne, es werden häufig auch weiße Schirme, Plexiglas oder Glasscheiben, Nylonstoff oder sogar Butterbrotpapier eingesetzt. Je nach Anwendung sollte man aber darauf achten, dass der Diffusor farbneutral ist und keinen Farbstich in der Aufnahme erzeugt.
In der Unterwasserfotografie nutzt man Diffusoren vor Blitzen, um den Schneeeffekt (die störende Reflexion winziger Partikel) zu minimieren.
Diffusoren werden ebenfalls in zahlreichen Geräten mit beleuchtetem Display eingesetzt, um eine gleichmäßige Ausleuchtung des Displays zu erreichen. Ein klassisches Beispiel hierfür sind Messgeräte.
In Vergrößerungsgeräten werden Diffusoren eingesetzt, um das vom Farbmischkopf gefilterte Licht gleichmäßig über die gesamte Filmfläche zu verteilen.
Der Begriff des Diffusors erscheint auch bei Softboxen, in denen häufig mehrere Schichten an Diffusionsmaterial verbaut sind. Üblicherweise trifft das direkte Licht der Lampe auf einen silbernen Teller in dem Softbox-Schirm, reflektiert von diesem gegen die Außenwand der Softbox, die ebenfalls silbern verkleidet ist, und prallt von dort erneut ab und durch bis zu drei weitere Diffusionsschichten, bis das Licht dann nach außen scheint. Diese letzten Diffusionsschichten sind aus dünnem weißen Plastik; auch sie streuen das Licht, um zum Beispiel bei Portraitshootings weiche Schatten im Gesicht zu erzielen.
Bei großen Filmproduktionen nehmen Diffusor-Konstruktionen teilweise ganz neue Ausmaße an, dort kann ein Diffusor mehrere Meter lang und breit sein und mit einem Kran über dem Set gehalten werden.